# 坚实碘泡虫
坚实碘泡虫（学名：Myxobolus solidus）为碘泡科碘泡虫属的动物。分布于俄罗斯以及辽宁、黑龙江流域等，营寄生生活，寄生在鲫、银鲫的鳃。